# St. John, Missouri
St. John är en ort i St. Louis County i delstaten Missouri, USA.